# The Power of Sympathy
The Power of Sympathy: or, The Triumph of Nature (1789) este un roman sentimental american din secolul al XVIII-lea, scris în formă epistolară de William Hill Brown, considerat pe larg ca primul roman american. The Power of Sympathy a fost primul roman al lui Brown. Luptele personajelor ilustrează pericolele seducției și capcanele de a renunța la pasiunile cuiva, în timp ce pledează pentru avertizarea femeilor despre pericolele seducției și utilizarea gândirii raționale ca modalități de prevenire a consecințelor unor astfel de acțiuni.

## Istoricul publicării
The Power of Sympathy a fost publicată pentru prima dată de Isaiah Thomas la Boston pe 21 ianuarie 1789, și vândută la prețul de nouă șilingi.
La un secol după moartea lui William Hill Brown în 1793, Arthur Bayley, redactor al The Bostonian, a publicat o publicație în serie a The Power of Sympathy, atribuind opera lui Sarah Wentworth Apthorp Morton din Boston, o poetă, soția lui Perez Morton și sora lui Frances Apthorp. În mare parte din secolul al XIX-lea, autorul s-a crezut a fi feminin.

## Legături externe
- The Power of Sympathy and The Coquette at the Internet Archive